# Луиза Бранденбург-Шведтская
Луиза Генриетта Вильгельмина Бранденбург-Шведтская (нем. L(o)uise Henriette Wilhelmine von Brandenburg-Schwedt; 24 сентября 1750, Штольценберг — 21 декабря 1811, Дессау) — маркграфиня Бранденбург-Шведтская, в замужестве княгиня и впоследствии герцогиня Ангальт-Дессауская.

## Биография
Луиза — дочь маркграфа Фридриха Генриха Бранденбург-Шведтского и его супруги Леопольдины Марии Ангальт-Дессауской. После бракосочетания со своим кузеном Леопольдом III Ангальт-Дессауским 25 июля 1767 года в Шарлоттенбурге Луиза носила титул княгини, затем герцогини Ангальт-Дессауской. В 1769 году родился их сын Фридрих Ангальт-Дессауский.
Образованная и начитанная княгиня обладала художественными талантами и вела дружбу со многими известными художниками, среди которых была Ангелика Кауфман, написавшая портреты Луизы. В своих поездках она побывала в Англии, Швейцарии и Италии.